# Lophocryptis
Lophocryptis là một chi bướm đêm thuộc họ Noctuidae.